# بوتشرز هيل (كتاب)
بوتشرز هيل هو كتاب من تأليف لورا ليبمان، ونشرته شركة أفون بوكس (المملوكة الآن لشركة هاربر كولنز) في 1 يوليو 1998، فازت الرواية بجائزة أنتوني [الإنجليزية] لأفضل غلاف ورقي أصلي في عام 1999.